# Okruh celistvých čísel
Okruh celistvých čísel číselného tělesa {\displaystyle K} je v abstraktní algebře označení pro celistvý uzávěr okruhu celých čísel v {\displaystyle K}, tedy okruh tvořený všemi prvky {\displaystyle K} celistvými nad {\displaystyle \mathbb {Z} }. Obvykle je značený {\displaystyle {\mathcal {O}}_{K}}. Jedná se o zobecnění vztahu okruhu celých čísel a tělesa racionálních čísel.

## Vlastnosti
- Každý okruh celistvých čísel obsahuje jako svůj podokruh okruh celých čísel.
- Každý okruh celistvých čísel je Dedekindovým oborem.
- Každý okruh celistvých čísel je volným {\displaystyle \mathbb {Z} }-modulem.

## Příklady
- Gaussova celá čísla jsou okruhem celistvých čísel tělesa {\displaystyle \mathbb {Q} (\mathrm {i} )}.
- Eisensteinova čísla jsou okruhem celistvých čísel tělesa {\displaystyle \mathbb {Q} \left(\mathrm {i} {\sqrt {3}}\right)}.